# Jerrold Levinson
Jerrold Levinson (né le 11 juillet 1948 à Brooklyn) est un professeur émérite de philosophie à l'Université du Maryland, College Park. Il est particulièrement connu pour son travail sur l'esthétique de la musique, ainsi que pour ses recherches sur la signification et l'ontologie des films, de l'art et de l'humour. Il appartient à l'esthétique analytique et a dirigé le Oxford Handbook of Aesthetics.

## Biographie
Levinson a commencé ses études en 1965 à l'Institut de Technologie du Massachusetts, où il a obtenu un diplôme en philosophie et en chimie, en 1969. Il a poursuivi ses études à l'Université du Michigan. Là, il obtient son doctorat en philosophie en 1974.
Au cours de l'année universitaire 1974-1975, Jerrold Levinson a été professeur invité à l'Université de New York d'Albany. En 1976, il est devenu professeur adjoint à l'Université du Maryland, a été promu professeur associé en 1982 et professeur en 1991. En 2004, il a reçu le titre de Distinguished University Professor.
Levinson a été professeur invité dans plusieurs universités aux États-Unis, telles que l'Université Johns Hopkins et l'Université de Columbia. Il a également été invité dans d'autres pays, comme l'Angleterre (Université de Londres et Université de Kent), la Nouvelle-Zélande (Université de Canterbury), la France (Université de Rennes), la Belgique (Université Libre de Bruxelles), le Portugal (Universidade de Lisboa) et la Suisse (Conservatorio della Svizzera Italiana). Au cours de l'année universitaire 2010-2011, il a occupé la chaire Internationale Francqui à la Katholieke Universiteit Leuven (Belgique) et, en 2011, il a reçu le Premio Internazionale de la Società Italiana d'Estetica.
En 2003, Levinson a co-dirigé le National Endowment for the Humanities Summer Institute, sur le thème Art, Mind, and Cognitive Science, et au cours de la période 2001-2003 il a été Président de l’American Society for Aesthetics.

## Philosophie
L'intérêt de Levinson pour l'esthétique de la musique l'a conduit à un examen de l'ontologie musicale à partir d'une perspective historique et contextuelle, et de la performance avec l'accent mis sur les moyens utilisés pour son exécution. Il a construit des théories de l'évaluation de la musique et a travaillé sur la légitimité de la réaction émotionnelle dans l'appréciation de la musique. Dans son étude de la performance, il a également examiné la distinction de l'exécution et de l'interprétation critique.
Levinson soutient que la musique a la même relation à la pensée que le langage ; c'est-à-dire que si le langage est une expression de la pensée, alors la musique aussi. Cette idée est particulièrement montrée par son analyse de la philosophie de Wittgenstein sur le sens de la musique :
« Ce que Wittgenstein souligne ici sur l'appréciation de la musique est ceci. La musique n'est pas comprise dans un vide, comme une pure structure de sons tombés des étoiles, que nous recevrions par le biais de quelque pure faculté de perception musicale. La musique est plutôt inextricablement intégrée dans notre forme de vie, une forme de vie qui est, comme c'est manifeste, essentiellement linguistique. Ainsi, la musique est nécessairement appréhendée, au moins en partie, en termes de langage et de pratiques linguistiques qui nous définissent nous et notre monde. »
Cela soulève des points pertinents dans le débat sur la musique absolue.

## Publications

### En français
- Jerrold Levinson, Essais de philosophie de la musique : Définition, ontologie, interprétation, Paris, Vrin, 2015.
- Jerrold Levinson, L'Expérience musicale : Appréciation, expression, émotion, Paris, Vrin, 2020.
- Jerrold Levinson, La Musique de film, Paris, PU Pau et pays de l'Adour, 1999.
- Jerrold Levinson et Sandrine Darsel (trad) (trad. de l'anglais), La Musique sur le vif : la nature de l'expérience musicale, Rennes, Presses Universitaires de Rennes, 2015, 208 p. (ISBN 978-2-7535-2730-0).
- Clément Canonne, « De la philosophie de l'action à l'écoute musicale. Entretien avec Jerrold Levinson », Tracés. Revue de Sciences humaines, no 18,‎ 2010, p. 211-221 (lire en ligne, consulté le 27 septembre 2016).

### En anglais
Ouvrages :
- Music, Art, and Metaphysics, Ithaca: Cornell UP, 1990; 2nd edition, Oxford: Oxford UP, 2011.
- The Pleasures of Aesthetics, Ithaca: Cornell UP, 1996.
- Music in the Moment, Ithaca: Cornell UP, 1998.
- Aesthetics and Ethics, ed., Cambridge UP, 1998.
- Oxford Handbook of Aesthetics, ed., Oxford UP, 2003.
- Contemplating Art, Oxford: Oxford UP, 2006.
- Musical Concerns, Oxford: Oxford UP, 2015

Articles :
- Properties and Related Entities, in Philosophy and Phenomenological Research, 39(1), 1978.
- The Particularisation of Attributes, in Australasian Journal of Philosophy, 58 (2), 1980.
- What a Musical Work Is, in The Journal of Philosophy, 77(1), 1980.
- Aesthetic Uniqueness, in The Journal of Aesthetics and Art Criticism, 38(4), 1980.
- Autographic and Allographic Art Revisited, in Philosophical Studies, 38(4), 1980.
- Truth in Music, in The Journal of Aesthetics and Art Criticism, 40(2), 1981.
- Gewirth on Absolute Rights, in The Philosophical Quarterly, 32(126), 1982.
- Hybrid Art Forms, in Journal of Aesthetic Education, 18(4), 1984.
- Titles, in The Journal of Aesthetics and Art Criticism, 44(1), 1985.
- Evaluating Musical Performance, in Journal of Aesthetic Education, 21(1), 1987.
- A Note on Categorical Properties and Contingent Identity, in The Journal of Philosophy, 85(12), 1988.
- Refining Art Historically, in The Journal of Aesthetics and Art Criticism, 47(1), 1989.
- Musical Literacy, in Journal of Aesthetic Education, 24(1) Special Issue: Cultural Literacy and Arts Education, 1990.
- Philosophy as an Art, in Journal of Aesthetic Education, 24(2), 1990.
- The Place of Real Emotion in Response to Fictions, in The Journal of Aesthetics and Art Criticism, 48(1), 1990.
- A Refiner's Fire: Reply to Sartwell and Kolak, in The Journal of Aesthetics and Art Criticism, 48(3), 1990.
- Further Fire: Reply to Haines, in The Journal of Aesthetics and Art Criticism, 49(1), 1991.
- Musical Profundity Misplaced, in The Journal of Aesthetics and Art Criticism, 50(1), 1992.
- Seeing, Imaginarily, at the Movies, in The Philosophical Quarterly, 43(170), 1993.
- Extending Art Historically, in The Journal of Aesthetics and Art Criticism, 51(3), 1993.
- Being Realistic about Aesthetic Properties, in The Journal of Aesthetics and Art Criticism, 52(3), 1994.
- Still Hopeful: Reply to Karl and Robinson, in The Journal of Aesthetics and Art Criticism, 53(2), 1995.
- Critical Notice of Malcolm Budd, Values of Art, in Mind, New Series, 105(420), 1996.
- Wollheim on Pictorial Representation, in The Journal of Aesthetics and Art Criticism, 56(3), 1998.
- Who's Afraid of a Paraphrase?, in Theoria, 67, 2001.
- Hume's Standard of Taste: The Real Problem, in The Journal of Aesthetics and Art Criticism, 60(3), 2002.
- The Irreducible Historicality of the Concept of Art, in British Journal of Aesthetics 42, 2002.
- The Real Problem Sustained: Reply to Wieand, in The Journal of Aesthetics and Art Criticism, 61(4), 2003.
- Intrinsic Value and the Notion of a Life, in The Journal of Aesthetics and Art Criticism, 62(4), 2004.
- Music as Narrative and Music as Drama, in Mind and Language, 19, 2004.
- Erotic Art and Pornographic Pictures, in Philosophy and Literature, 29, 2005.
- What Are Aesthetic Properties?, in Proceedings of the Aristotelian Society, Supplement 78, 2005.
- Concatenationism, Architectonicism, and the Appreciation of Music, in Revue Internationale de Philosophie, 2006.
- Why There Are No Tropes, in Philosophy, 81, 2006.
- Musical Expressiveness as Hearability-as-Expression, in Contemporary Debates in Aesthetics, M. Kieran, ed., Blackwell, 2006.
- Music and Philosophy, in Topoi, 28, 2009
- The Aesthetic Appreciation of Music, in British Journal of Aesthetics, 49, 2009.